# Lönnberg Valley
Das Lönnberg Valley ist ein eisfreies Tal an der Nordküste Südgeorgiens im Südatlantik. Es liegt zwischen der Hound Bay und dem Nordenskjöld-Gletscher.
Der South Georgia Survey kartierte es im Zuge seiner von 1951 bis 1957 durchgeführten Vermessungskampagne. Das UK Antarctic Place-Names Committee benannte es 1958 nach dem schwedischen Zoologen Einar Lönnberg (1865–1942), der einen wissenschaftlichen Bericht über die zwischen 1904 und 1905 auf Südgeorgien vorgenommene zoologische Sammlung des Zoologen Erik Sörling vom Naturhistoriska riksmuseet verfasst hatte.